# 이정기 (732년)
이정기(李正己, 732년? ~ 781년?)는 산둥반도 일대 15개 주를 다스린 고구려 출신의 장군이며, 번진 평로치청의 절도사이다. 사후 제나라의 시조로 추존되었다. 본명은 이회옥(李懷玉)이며, 732년 지금의 랴오닝성 차오양에서 태어났다.

## 일생
26세 때 평로절도사 왕현지가 죽자, 그의 아들을 죽이고 고종사촌인 후희일을 절도사로 내세웠다.
762년 당 숙종이 후희일을 평로절도사로 임명한 뒤에는 성덕절도사 이보신과 연합세력을 구축해 청주(지금의 益都)에서 안록산의 잔당인 사조의의 난을 진압하였다. 이때 당나라의 조정을 돕기 위해 참전한 위구르(Uighur, 廻紇)의 횡포가 심하자, 그는 그들의 수령을 붙들어 기를 꺾음으로써 이후부터는 방자하지 못하게 하였다. 이 때부터 후희일과 함께 평로, 치청, 기주, 제주, 해주, 밀주 일대를 관할하였다.
765년에는 후희일을 몰아내고 평로치청절도사, 해운육운압신라발해양번등사, 검교병부상서 겸 어사대부, 청주자사가 되었으며 정기(正己)라는 이름을 하사받았다. 이후 신라, 발해, 일본을 오가는 해상 · 육상 무역을 관장하는 한편, 산둥에서 염전을 운영해 막대한 부를 축적하였다.
775년 이보신과 함께 위박절도사 전승사의 군대를 물리치고 덕주를 손에 넣은 뒤, 이듬해에는 전승사를 사로잡으면서 2개 주를 다시 손에 넣었다. 전승사를 사로잡은 공으로 이정기는 검교상서우복야를 거쳐 요양군왕(堯陽郡王)에 봉해진 뒤, 다시 검교사공과 동중서문하평장사에 올랐다.
이것은 아마도 하남이나 다른 지역이 소요에 빠졌을 때를 대비하기 위한 것으로 생각된다. 그의 번진은 당시 여러 번진 중에서 최대로 강성했으며, 중앙정부에 대해서는 거의 독립적인 태도를 취했다.
781년 이보신이 숨을 거둔 뒤에는 덕종이 이보신의 아들 이유악에게 절도사 지위를 세습하지 않자, 이유악 · 양숭의 · 전열 등과 함께 산둥지역에서 반란을 일으켰다. 이정기는 자신이 관할하던 15개 주에서 얻은 막대한 부와 10만 명에 달하는 병력을 바탕으로 당군과 맞서, 강회에서 대승을 거두었다. 그러나 같은 해 숨을 거두는 바람에 낙양을 함락시키지는 못하였다. 
이정기는 같은 해 여름 또는 가을에 죽었다.(《구당서》와 《신당서》의 열전에 의하면, 등창이 나 죽었다고 한다.) 향년 49세. 사후 태위에 추증되었다. 그의 아들 이납이 아버지의 죽음을 비밀에 부치고 병권과 정권을 모두 총괄해 상을 치렀다. 이납은 이유악의 사례와 마찬가지로 조정으로부터 절도사의 자리를 계승하는 데 대한 승인을 거부당했지만, 결국 덕종은 그가 절도사의 자리를 계승하는 것을 승인할 수밖에 없었다.